# 42 Aquarii
42 Aquarii, som är stjärnans Flamsteed-beteckning, är en ensam stjärna belägen i den södra delen av stjärnbilden Vattumannen. Den har en skenbar magnitud på 5,34  och är svagt synlig för blotta ögat där ljusföroreningar ej förekommer. Baserat på parallaxmätning inom Hipparcosuppdraget på ca 7,3 mas, beräknas den befinna sig på ett avstånd på ca 447 ljusår (ca 137 parsek) från solen. Den rör sig bort från solen med en heliocentrisk radialhastighet på ca 13 km/s.

## Egenskaper
42 Aquarii är en gul till orange jättestjärna av spektralklass K1 III, som med 82 procent sannolikhet befinner sig på den horisontella grenen. Den har en massa som är drygt 3 gånger större än solens massa, en radie som är ca 11 gånger större än solens och utsänder från dess fotosfär ca 70 gånger mera energi än solen vid en effektiv temperatur av ca 5 000 K.